# Australammoecius aphodioides
Australammoecius aphodioides är en skalbaggsart som beskrevs av Lea 1923. Australammoecius aphodioides ingår i släktet Australammoecius och familjen Aphodiidae. Inga underarter finns listade.